# Joma Gamboa
Joma Gamboa est un boxeur philippin né le 25 avril 1973 à Bacolod City.

## Carrière
Passé professionnel en 1993, il devient champion du monde des poids pailles WBA en battant aux points Noel Arambulet le 20 août 2000. Gamboa cède son titre dès le combat suivant face à Keitaro Hoshino le 6 décembre 2000 et met un terme à sa carrière en 2004 sur un bilan de 33 victoires, 11 défaites et 2 matchs nuls.

## Référence
1. ↑  (en) Noel Arambulet  vs. Joma Gamboa (boxrec.com)